# Festival international du film de Saint-Sébastien 2016
Le festival international du film de Saint-Sébastien 2016, 64e édition du festival (64 edición del Festival de San Sebastian ou 64. Donostiako Zinemaldia), s'est déroulé du 16 au 24 septembre 2016.

## Jury
- Bille August (président du jury), réalisateur  Danemark
- Anahí Berneri, réalisatrice  Argentine
- Esther García, producteur  Espagne
- Jia Zhangke, réalisateur  Chine
- Bina Daigeler, costumière  Allemagne
- Matthew Libatique, directeur de la photographie  États-Unis
- Nadia Turincev, productrice  Russie

## Sélection

### En compétition
- La Fille de Brest d'Emmanuelle Bercot  France (film d'ouverture)
- American Pastoral d'Ewan McGregor  États-Unis
- As You Are de Miles Joris-Peyrafitte  États-Unis
- L'Homme aux mille visages d'Alberto Rodriguez  Espagne
- I Am Not Madame Bovary de Feng Xiaogang  Chine
- Jatten de Johannes Nyholm  Suède  Danemark
- Jesús, petit criminel de Fernando Guzzoni  Chili
- Nocturama de Bertrand Bonello  France
- The Oath - Le Serment d'Hippocrate de Baltasar Kormákur  Islande
- Orpheline d'Arnaud des Pallières  France
- Patagonia, el invierno d'Emiliano Torres  Argentine
- Playground de Bartosz M. Kowalski  Pologne
- Que Dios nos perdone de Rodrigo Sorogoyen  Espagne
- Rage de Lee Sang-il  Japon
- La Reconquista de Jonás Trueba  Espagne
- The Young Lady de William Oldroyd  Royaume-Uni
- Yourself and Yours de Hong Sang-soo  Corée du Sud

## Palmarès
- Coquille d'or : I Am Not Madame Bovary de Feng Xiaogang
- Prix spécial du jury : 
  - The Winter de Emiliano Torres
  - The Giant de Johannes Nyholm
- Coquille d'argent du meilleur réalisateur : Hong Sang-soo pour Yourself and Yours
- Coquille d'argent de la meilleure actrice : Fan Bingbing dans I Am Not Madame Bovary
- Coquille d'argent du meilleur acteur : Eduard Fernández dans L'Homme aux mille visages
- Prix du jury pour la meilleure photographie : Ramiro Civita pour The Winter
- Prix du jury pour le meilleur scénario : Isabel Pena, Rodrigo Sorogoyen pour Que Dios nos perdone
- Prix du meilleur film européen : Ma vie de Courgette de Claude Barras
- Greenpeace - Lurra Award : L'Odyssée de Jérôme Salle